# Epidiplosis campanulata
Epidiplosis campanulata är en tvåvingeart som beskrevs av Li 2006. Epidiplosis campanulata ingår i släktet Epidiplosis och familjen gallmyggor. Inga underarter finns listade i Catalogue of Life.